# Bandera (Santiago del Estero)
Bandera ist die Hauptstadt des Departamento Belgrano in der Provinz Santiago del Estero im nordwestlichen Argentinien. Sie liegt 272 Kilometer von der Provinzhauptstadt Santiago del Estero entfernt und ist über die Ruta Nacional 34 und die Ruta Provincial 61 mit ihr verbunden. In der Klassifikation der Gemeinden der Provinz ist sie als Gemeinde der 3. Kategorie eingeteilt.

## Bevölkerung
Bandera hat 5.335 Einwohner (2001, INDEC), das sind 67 Prozent der Bevölkerung des Departamento Belgrano.